# Cang giả kim thuật sư
Cang giả kim thuật sư (Nhật: 鋼の錬金術師 (Cang Luyện kim Thuật sư) Hepburn: Hagane no Renkin Jutsushi, tựa tiếng Anh Fullmetal Alchemist) là một bộ manga do Arakawa Hiromu sáng tác kiêm minh họa. Thế giới trong Cang giả kim thuật sư được xây dựng theo phong cách châu Âu thời cách mạng công nghiệp. Bộ truyện lấy bối cảnh trong một vũ trụ hư cấu mà giả kim thuật là một trong những kỹ thuật khoa học tiên tiến nhất mà con người từng biết đến. Nội dung truyện theo chân hai anh em nhà Elric là Edward và Alphonse Elric, những người muốn khôi phục lại cơ thể của mình về nguyên trạng sau thất bại kinh hoàng trong khi cố gắng hồi sinh người mẹ yêu dấu bằng thuật giả kim.
Cang giả kim thuật sư được đăng trên nguyệt san Gekkan Shōnen Gangan của Square Enix từ tháng 8 năm 2001 đến tháng 4 năm 2010 và tổng hợp lại thành 27 tankōbon. Hãng Bones đã chuyển thể tác phẩm thành loạt anime dài 51 tập, phát sóng từ ngày 4 tháng 10 năm 2003 đến 2 tháng 10 năm 2004; và tiếp tục bằng một đoạn kết để tổng kết lại câu chuyện trong anime. Tiếp đó Cang giả kim thuật sư được tái chuyển thể, dựng thành bộ anime thứ 2 mang tên Fullmetal Alchemist: Brotherhood dài 64 tập, phát sóng lần đầu tại Nhật vào ngày 5 tháng 4 năm 2009. Một đoạn kết khác cũng sẽ được công chiếu dành cho Brotherhood. Rất nhiều tiểu thuyết spin-off, OVA, drama CD, soundtrack và trò chơi điện tử đã được chuyển thể từ tác phẩm. Một bộ trò chơi thẻ bài, rất nhiều sách bổ sung, đồ chơi cùng nhiều sản phẩm liên quan dựa theo hình mẫu các nhân vật của tác phẩm cũng được phát hành.
Viz Media đã cấp phép phát hành manga tại Bắc Mỹ, bao gồm 25 tập phát hành đến tận nay. Dù không có nhiều khác biệt lớn so với phiên bản gốc, một vài trang vẫn được chỉnh sửa để tránh xung đột với các tín ngưỡng tôn giáo ở phương Tây. Tại Việt Nam, TVM Comics và nhà xuất bản Kim Đồng là các đơn vị đã mua bản quyền của bộ manga. Funimation Entertainment đảm nhận phần lồng tiếng cho các tập anime ở Hoa Kỳ và Canada, đồng thời phát hành trọn bộ DVD trong tất cả các khu vực nói tiếng Anh. Phiên bản tiếng Anh cho phim được công chiếu hạn chế ở một vài rạp tại Mỹ vào ngày 25 tháng 8 năm 2006 và sau đó phát hành dưới dạng đĩa DVD. Funimation và Destineer là nhà đồng phát hành bộ trò chơi điện tử chuyển thể từ loạt truyện.
Tại Nhật Bản, manga Cang giả kim thuật sư đã bán được tổng cộng khoảng 50 triệu đầu sách chỉ trong năm 2010. Phiên bản tiếng Anh của tập manga đầu tiên là tiểu thuyết đồ họa bán chạy nhất năm 2005. Trong cả hai đợt bình chọn của khán giả trên website TV Asahi, tác phẩm đứng đầu trong số những bộ anime phổ biến nhất mọi thời đại ở Nhật Bản. Anime cũng được đề cử 6 trong 8 hạng mục bình chọn tại American Anime Awards vào tháng 2 năm 2007, và thắng 5 giải trong đó. Nhận xét từ các phương tiện truyền thông nói chung đều có những đánh giá tích cực dành cho tác phẩm.

## Cốt truyện

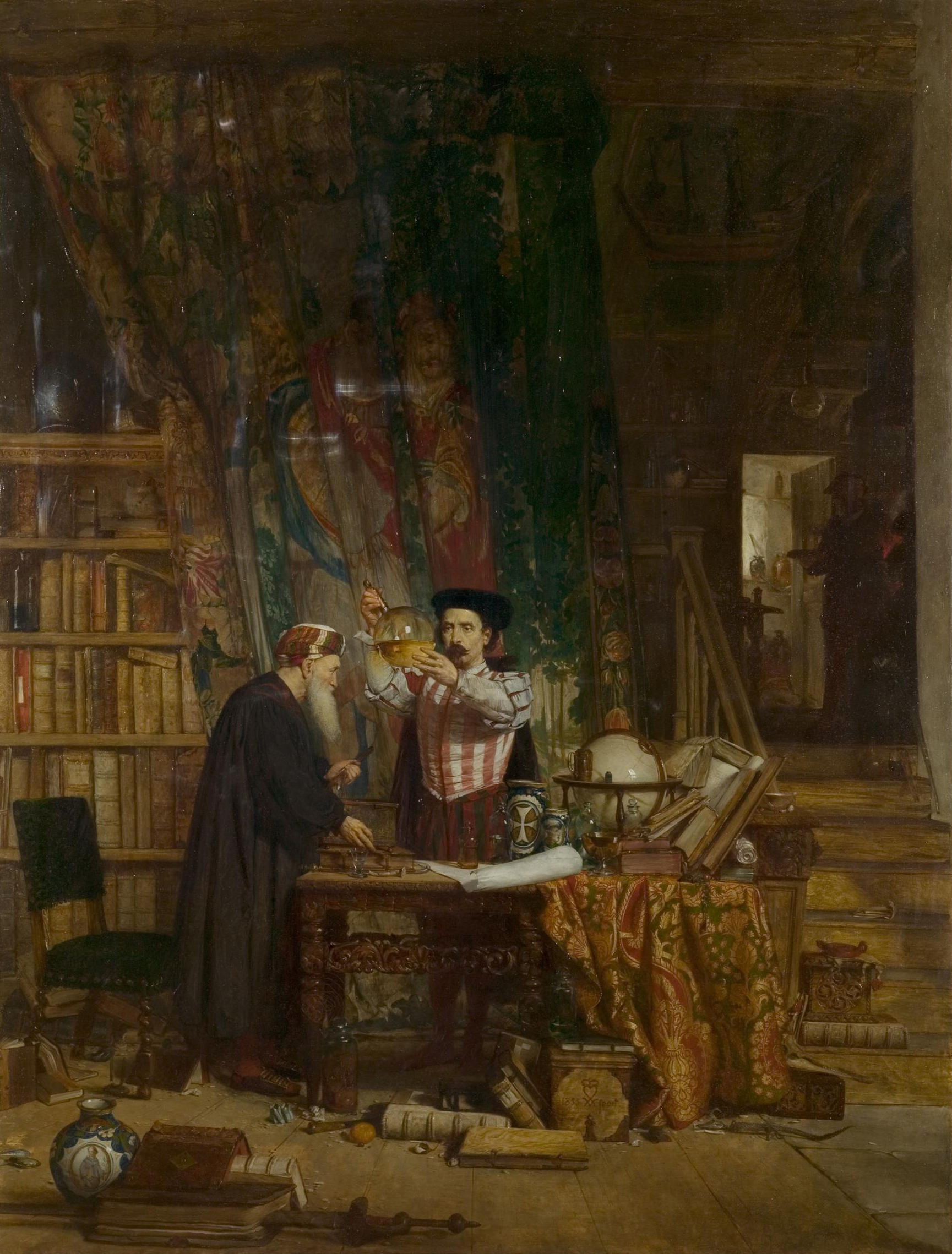
"Renel the Alchemist", của William Douglas, 1853

Edward và Alphonse Elric là hai anh em nhà giả kim truy tìm một chất xúc tác huyền thoại gọi là Hòn đá triết gia (賢者の石 tiếng Anh: Philosopher's stone), một vật vô cùng quyền năng có thể khôi phục lại các phần cơ thể đã mất của họ (bị mất khi cố gắng đem người mẹ quá cố trở về từ cõi chết bằng giả kim thuật). Sinh ra tại thị trấn Resembool thuộc đất nước có tên Amestris (アメストリス Amesutorisu), 2 anh em sống cùng với mẹ mình. Cha của hai anh em là Van Hohenheim đã bỏ nhà ra đi từ vài năm trước mà không rõ lý do, rồi vài năm sau, người mẹ là Trisha Elric thì mất vì một căn bệnh, bỏ lại 2 anh em nhà Elric một mình. Sau cái chết của người mẹ, Edward quyết tâm hồi sinh mẹ mình bằng thuật giả kim, một loại khoa học tiên tiến có thể sáng tạo bất kì vật gì từ các nguyên liệu thô. Họ đã nghiên cứu về sự chuyển hóa con người (tiếng Anh: human transmutation), một kĩ thuật bị cấm mà người sử dụng nó cố tạo ra hoặc sửa đổi một con người. Tuy nhiên, nỗ lực này thất bại, cuối cùng dẫn đến việc mất chân trái của Edward và toàn bộ cơ thể của Alphonse. Trong một nỗ lực tuyệt vọng để cứu em trai, Edward đã hi sinh cánh tay phải của mình để nhập linh hồn của Alphonse vào trong bộ áo giáp. Vài ngày sau, một giả kim thuật tên Roy Mustang tìm đến hai anh em nhà Elric, và đề cử Edward trở thành một thành viên của quân đội chính phủ đổi lấy nhiều nguồn tài liệu nghiên cứu hơn để có thể tìm cách khôi phục lại cơ thể của họ. Sau đó, cánh tay phải và chân trái của Edward được thay bằng automail, một dạng chi giả sinh học, lắp ráp bởi người bạn thân từ thời thơ ấu là Winry Rockbell và bà nội của cô là Pinako.
Edward sau đó trở thành Giả kim thuật sư Quốc gia (国家錬金術師 Kokka Renkinjutsushi), một dạng giả kim thuật gia được tuyển dụng bởi quân đội của Amestris, những người nổi danh từ cuộc nội chiến trong thập kỉ trước đó vì đã tiêu diệt hầu hết tộc người Ishbalan (Ishbal). Trở thành Giả kim thuật sư Quốc gia cho phép Edward sử dụng kho lưu trữ thông tin khổng lồ của quân đội dành cho các nhà giả kim, nhưng cũng khiến cậu trở thành một trong những người bị gọi mỉa mai là "chó săn của quân đội". Mối quan hệ thân thiết với Mustang, người đã cung cấp nhiều thông tin và tuyển cậu, đã cho anh em nhà Elric sự tự do để tìm kiếm "Hòn đá Triết gia" như là một phần của nghiên cứu của họ; và xem đó như là nghĩa vụ mà mỗi Giả kim thuật sư Quốc gia phải làm, đó là tìm kiếm những thứ có thể được quân đội của Amestris trưng dụng. Hai anh em đã xác định rằng "Hòn đá Triết gia" là thứ duy nhất có thể giúp họ khôi phục lại cơ thể của mình. Thông qua những chuyến đi, họ gặp rất nhiều kẻ thù, bao gồm cả những người sẵn sàng để làm bất cứ điều gì để có được Hòn đá Triết gia; Scar, một trong số ít những người Ishbalan còn sống sót, người tìm cách trả thù các Giả kim thuật sư Quốc gia vì đã hủy diệt bộ tộc mình; và các homunculi, một nhóm sinh vật trong hình dạng con người có trong mình một mảnh của Hòn đá Triết gia, và nhờ đó chúng gần như bất tử.
Theo dần diễn tiến câu chuyện, Edward và Alphonse khám phá ra sự bành trướng của Amestris bị thao túng bởi các homunculi, những người đã lập ra và bí mật kiểm soát Quân đội Nhà nước (tiếng Anh: State Military). Các homunculi và hầu hết các sĩ quan chỉ huy quân đội được chỉ huy từ phía sau tấm màn bởi người tạo ra các homunculi, một người đàn ông chỉ biết đến với tên gọi là "Cha" (Otō-sama), người đã đạt được sự bất tử nhờ Hòn đá Triết gia, tạo ra bằng việc lừa Hohenheim nhiều thế kỉ trước khi câu chuyện bắt đầu. Ông ta có kế hoạch sử dụng Amestris như một vòng tròn chuyển hoá (tiếng Anh: transmutation circle) khổng lồ để chuyển hóa toàn bộ đất nước cho mục đích mà anh em nhà Elric không biết rõ. Khi phát hiện ra âm mưu của Otō-sama, họ cùng nhiều thành viên khác trong quân đội quyết tâm đánh bại ông ta.
Sau nhiều trận chiến, dần dần từng homunculi một bị đánh bại và quân đội trong thành phố Trung ương (Central city) được biết rõ sự thật. Tuy nhiên, Otō-sama đã tạm thời sử dụng toàn bộ các sinh linh của đất nước Amestris để hấp thụ Chúa trời và trở nên quyền năng. Tuy nhiên, nhờ sự chuẩn bị trước đó của Hohenheim, toàn bộ linh hồn người dân Amestris được trả lại cho cơ thể của họ, và Otō-sama trở nên không ổn định. Tất cả mọi người đã cùng nhau chiến đấu với Otō-sama và buộc ông ta phải dùng cạn sức mạnh của mình. Cuối cùng Edward cũng đánh bại ông ta với cánh tay phải thật sự của mình, cậu có lại nó nhờ sự hi sinh của Alphonse. Sau khi Otō-sama bị nhốt lại trong không gian "Sự thật" (Truth), Edward hi sinh khả năng sử dụng thuật giả kim của mình để đem Alphonse trở lại nguyên trạng với cơ thể vốn có. Cả hai anh em trở về Resembool, nhưng 2 năm sau, họ lại chia nhau ra để đền đáp những người bạn đã giúp đỡ mình và tiếp tục cuộc hành trình tìm kiếm những điều mới lạ.

### Khác biệt giữa anime chuyển thể đầu tiên với nguyên tác
Nửa đầu của anime có cốt truyện cơ bản bám sát manga, nhưng từ đoạn giữa trở đi thì đã dần xuất hiện sự khác biệt sâu sắc, khi Ed và Al gặp lại sư phụ của mình. Một người tình cũ của Hohenheim và là người thầy thông thái của sư phụ của họ, Dante, đóng vai trò như nhân vật phản diện chính của bộ phim, chỉ xuất hiện trong phiên bản anime này. Hàng thế kỷ trước, Hohenheim và Dante hoàn thiện phương pháp để tạo ra Hòn đá Triết gia, đạt được sự bất tử trong một thời gian ngắn bằng cách chuyển linh hồn và trí tuệ của họ vào cơ thể của người khác khi họ lớn tuổi. Hohenheim sau đó bị ám ảnh bởi cảm giác tội lỗi vì hi sinh quá nhiều sinh mạng để tạo ra hòn đá và bỏ rơi Dante. Mặc dù Dante vẫn có thể chuyển từ cơ thể người này sang người khác bằng hòn đá cuối cùng mà họ đã tạo ra, nhưng cô lại không nắm được toàn bộ kiến thức để tạo ra một hòn đá khác. Do đó cô đã sử dụng homunculi để dẫn dụ Ed và Al, cùng với nhiều giả kim thuật gia khác giống họ, tạo ra Hòn đá Triết gia hoàn chỉnh cho riêng mình.
Khi Scar tạo ra Hòn đá Triết gia, hắn đã nhập viên đá vào trong cơ thể kim loại của Alphonse, khiến cậu trở thành mục tiêu bị Dante săn đuổi và bắt cóc. Khi Ed đến giải cứu em trai thì cậu bị homunculi Envy giết chết. Alphonse sử dụng Hòn đá Triết gia để hồi sinh anh trai và biến mất sau đó. Dante tìm cách bỏ trốn nhưng bị giết bởi homunculi Glutony, người mà có ý thức bị bà phá hủy trước đó, khi sinh vật này không nhận ra bà là chủ nhân của mình. Sau khi được hồi sinh, Edward liều mình để đem em trai trở về bằng việc trao đổi chính bản thân. Do đó, cậu bị lôi đến thế giới song song, đồng thời Alphonse cũng lấy lại được cơ thể của mình. Quyết tâm trở lại để gặp Alphonse, Ed tham gia nghiên cứu tên lửa, với ý định sử dụng công nghệ đó để trở lại thế giới của mình.
Câu chuyện tiếp tục bằng phim Fullmetal Alchemist the Movie: Conqueror of Shamballa, và lấy bối cảnh 2 năm sau anime. Khi Edward đang làm việc tại Đức để tìm cách quay trở lại Amestris, Dietlinde Eckhart, một thành viên của Hội Thule, khám phá ra thế giới của Ed và tìm cách đưa cậu những hướng dẫn để mở một cánh cổng dẫn đến Amestris. Alphonse, trong lúc tìm kiếm anh trai mình sau 2 năm cũng đã khám phá và mở một cánh cổng cùng lúc với việc Hohenheim mở một cái từ Đức, cho phép Dietlinde xâm nhập vào Amestris và tìm cách thống trị nơi đây. Ed đoàn tụ với em trai mình và cùng mọi người hợp sức đánh bại Dietlinde. Hiểu rõ mối nguy hiểm khi hai thế giới liên kết với nhau, Edward trở về Đức với ý định phá hủy cánh cổng phía bên kia mặc dù biết rằng mình có thể bị kẹt lại đó vĩnh viễn. Alphonse bí mật đi theo Edward và quyết định ở lại với anh trai mình.

## Sản xuất
Sau khi tìm hiểu về Hòn đá của Triết gia, Arakawa nói rằng cô đã bị cuốn hút bởi ý tưởng đưa giả kim thuật vào trong manga. Cô yêu thích nó đến nỗi bắt đầu đọc các cuốn sách liên quan đến giả kim thuật, thứ mà cô phát hiện ra rằng rất phức tạp bởi có nhiều sách mâu thuẫn với nhau. Arakawa bị thu hút bởi khía cạnh triết học hơn là khía cạnh thực tiễn. Khái niệm "Trao đổi đồng giá" (等価交換 (Đẳng giá giao hoán) Tōka Kōkan, tiếng Anh: Equivalent Exchange) được cô lấy cảm hứng từ công việc của cha mẹ cô, những người sở hữu một trang trại tại Hokkaidō; họ phải luôn dồn toàn bộ nỗ lực của mình vào công việc để có thể kiếm sống.
Arakawa muốn kết hợp các vấn về xã hội vào câu chuyện. Cô thu thập thông tin từ việc xem các kênh tin tức và tiếp xúc với nhiều người, như là người tị nạn, cựu chiến binh và các cựu yakuza. Một số yếu tố trong cốt truyện là sự mở rộng từ các trải nghiệm trên, chẳng hạn như việc Pinako Rockbell chăm sóc hai anh em Elric sau khi mẹ họ mất, và việc 2 anh em giúp đỡ người dân trên khắp đất nước, để có thể hiểu ý nghĩa của gia đình. Khi sáng tạo ra vũ trụ hư cấu của Fullmetal Alchemist, Arakawa cũng có được nguồn cảm hứng sau khi đọc nhiều về châu Âu thời Cách mạng công nghiệp; cô bị ấn tượng bởi sự riêng biệt giữa các dân tộc từ các đất nước khác nhau, về phong tục tập quán, kiến trúc và trang phục của họ. Cô đặc biệt quan tâm đến nước Anh thời kỳ đó, và "đã thêm vào đó chút gia vị của riêng mình để biến nó thành một thế giới kỳ ảo".
Khi manga bắt đầu xuất bản, Arakawa đã có trong đầu ý tưởng cho cái kết của truyện. Khi câu chuyện tiếp tục, cô cảm thấy một vài nhân vật đã trưởng thành và quyết định thay đổi một số cảnh, kết quả là những bản phác thảo khuôn mặt các nhân vật được chỉnh sửa mà không báo trước. Trong quá trình thiết kế nhân vật, cô nói rằng tác giả của manga Tagawa Suihō và Eto Hiroyuki là hai nguồn sáng tạo của mình, mô tả những hình vẽ của cô là sự kết hợp của 2 người này. Nhân vật mà cô nhận định là dễ vẽ nhất trong bộ truyện là Alex Louis Armstrong, cũng như các động vật nhỏ. Dựa vào sự thật là cô thích chó, Arakawa đã thêm chúng vào câu chuyện. Arakawa làm các cảnh hài hước hài hước là tâm điểm của manga bởi cô dự định phát hành bộ truyện nhằm mang tính giải trí, và cố gắng giảm thiểu tập trung vào những cảnh đau buồn.
Khi số chương manga lên đến con số 40, Arakawa nhận định rằng loạt truyện đang đến gần hồi kết, cô sẽ cố gắng làm cho diễn biến truyện nhanh hơn cho đến khi câu chuyện kết thúc. Để tránh làm các chương này thiếu sự thú vị so với các chương khác, các chi tiết không cần thiết được loại bỏ và phần cao trào được phát triển. Việc loại bỏ các thông tin nhỏ nhặt cũng trở nên cần thiết khi tổng số trang trên nguyệt san Gekkan Shōnen Gangan dành cho cô không đủ để cô đưa vào toàn bộ diễn tiến câu chuyện. Vì vậy, sự xuất hiện của vài nhân vật bị giới hạn lại trong một số chương.
Trong quá trình sản xuất phiên bản anime đầu tiên, Arakawa đã cho phép nhóm thực hiện anime hoạt động độc lập với cô, và yêu cầu họ làm một cái kết khác với manga. Cô nói rằng cô không không muốn cùng một cái kết được lặp lại hai lần trên cả hai phương tiện truyền thông, đồng thời làm cho bộ truyện dài hơn để có thể tập trung vào phần phát triển nhân vật. Khi xem đoạn kết của anime, cô bị ấn tượng bởi khác biệt của các homunculi so với manga và thích thú với sự liều lĩnh của nhóm sản xuất anime đối với nguồn gốc của những nhân vật phản diện. Vì Arakawa còn giúp đỡ đội ngũ của Bones trong quá trình sản xuất anime, nên cô có rất ít thời gian để hoàn thành các trang bìa minh họa cho manga.

## Chủ đề
Loạt truyện khai thác nhiều vấn đề xã hội như phân biệt đối xử, sự tiến bộ của khoa học, lòng tham quyền lực chính trị, tình anh em, gia đình và chiến tranh. Cốt truyện và lòng căm thù quân đội quốc gia của nhân vật Scar liên hệ tới người Ainu, bộ tộc bị kẻ mạnh chiếm đoạt đất đai. Bộ truyện còn nêu lên những hệ quả của chiến tranh du kích và một lượng lớn những binh sĩ bạo lực mà lực lượng quân đội có thể nắm trong tay. Một số người tước đoạt đất của người Ainu trớ trêu là chính là người của bộ tộc này; điều này thể hiện qua chi tiết Scar sử dụng thuật gia kim để tiêu diệt các giả kim thuật sư, dù cho thuật này bị cấm trong chính tín ngưỡng của anh. Chi tiết anh em nhà Elrics là trẻ mồ côi và được nhân nuôi bởi Rockbell Pinako phản ánh niềm tin của Arakawa về cách mà xã hội đối xử với trẻ mồ côi. Sự tận hiến của các nhân vật khi làm việc ám chỉ đến nhu cầu tìm kiếm lương thực. Loạt manga còn khai thác khái niệm trao đổi đồng giá: để có được một thứ gì đó, một người phải đánh đổi một vật có giá trị tương đương. Đây là phương thức mà các nhà giả kim thuật dùng để chế ra những nguyên vật liệu mới và cũng là đức tin triết học mà anh em nhà Elrics theo đuổi. Bộ truyện lấy bối cảnh steampunk. Vùng đất của Ishbal có nhiều nét tương đồng với vùng Trung Đông, với cốt truyện dự đoán tương lai của cuộc chiến tranh Iraq sẽ xảy ra ở thế giới thực sau này.

## Truyền thông

### Manga
Viết và minh họa bởi Arakawa Hiromu, manga Fullmetal Alchemist bắt đầu được đăng trong nguyệt san Gekkan Shōnen Gangan của Square Enix từ ấn phẩm tháng 8 năm 2001 (phát hành ngày 12 tháng 7 năm 2001) của và kết thúc với chương 108 đánh dấu sự kết thúc của bộ truyện, vào tháng 6 năm 2010. Một câu chuyện bên lề của manga cũng sẽ xuất hiện trong ấn phẩm tháng 10 của Gekkan Shōnen Gangan phát hành vào ngày 11 tháng 9 năm 2010. Vào số tháng 7 năm 2011 trên cùng tạp chí này, phiên bản gốc chưa chỉnh sửa của manga được phát hành.
Square Enix đã biên soạn các chương của truyện lại thành 28 tập tankōbon. Tập đầu tiên phát hành ngày 22 tháng 1 năm 2002, và tập cuối vào ngày 22 tháng 11 năm 2010. Một số chương cũng được tái phát hành trong 2 tạp chí "Extra number" (ấn phẩm đặc biệt) và Fullmetal Alchemist, The First Attack, trong đó bao gồm 9 chương đầu của manga cũng như vài chuyện ngoài lề khác. Vào ngày 22 tháng 7 năm 2011, Square Enix bắt đầu xuất bản truyện dưới định dạng kanzenban. Viz Media hiện đang phát hành manga ở khu vực Bắc Mỹ. Tập đầu tiên phát hành vào ngày 3 tháng 5 năm 2005, và tập mới nhất là 25 phát hành vào ngày 7 tháng 6 năm 2011. Vào ngày 7 tháng 6 năm 2011, Viz bắt đầu xuất bản bộ truyện với định dạng gồm nhiều mục, ghép ba tập lại thành một.
Nội dung của manga phát hành bởi Viz tại Hoa Kỳ hầu như giữ nguyên cốt truyện gốc. Tính đến tháng 8 năm 2007, chỉnh sửa duy nhất của truyện là ở 12 cảnh trong tập 8, mô tả nhân vật Greed bị cột vào một phiến đá hình chữ thập theo phong cách đóng đinh. Ở phiên bản Bắc Mỹ, tảng đá được sửa lại thành hình dạng giống như phiến đá hơn, theo đề nghị của Viz để tránh liên quan đến Thiên Chúa giáo. Thay đổi này được thực hiện với sự đồng thuận của Arakawa.
Ở Singapore, Nhà xuất bản Sáng Nghệ đang cho xuất bản bộ truyện. 19 tập manga bằng tiếng Anh đã được phát hành, song song với 21 tập bằng tiếng Trung văn giản thể. Ở Ba Lan, Japonica Polonica Fantastica cũng đang phát hành manga tới tập 18 tính đến tháng 1 năm 2010. Ở Pháp, manga đang được phát hành bởi Kurokawa. Tập 8, phát hành vào tháng 9 năm 2006, còn được xuất bản trong một phiên bản tổng hợp cùng với quyển tiểu thuyết hài Flame Alchemist, nói về lịch sinh hoạt của Roy Mustang. Trước đó, quyển tiểu thuyết này cũng đã được xuất bản với số lượng hạn chế trong tập 6 ở Nhật. Tại Brasil, Editora JBC đang xuất bản manga với 44 tập tương ứng với 22 tập đầu tiên của bản gốc đã phát hành tính đến thời điểm hiện tại. Tại Ý, manga được phát hành bởi Panini Comics trong thương hiệu "Planet Manga" của hãng. Ở Hàn Quốc, Haksan phát hành bộ truyện dưới dạng sách đặt trước. Tại Việt Nam, bộ truyện đã được các đơn vị TVM Comics và nhà xuất bản Kim Đồng mua bản quyền

### Anime truyền hình

#### Fullmetal Alchemist
| Đạo diễn           | Seiji Mizushima                 |
| Sản xuất           | Arakawa Hiromu                  |
| Kịch bản phim      | Yamatoya Akatsuki Yoshinaga Aya |
| Chỉ đạo nghệ thuật | Hashimoto Kazuyuki              |
| Hiệu ứng đặc biệt  | Hoshi Miyako Kakida Yukiko      |
| Thiết kế nhân vật  | Ito Yoshiyuki                   |
| Chỉnh sửa          | Itabe Hiroaki                   |
| Lập kế hoạch       | Katsumata Hideo Taguchi Koushi  |
| Chỉ đạo âm thanh   | Mima Masafumi                   |
| Hiệu ứng âm thanh  | Kurahashi Shizō                 |
| Âm nhạc            | Ōshima Michiru                  |
| Thu âm             | Yamada Fujio                    |

Hãng phim hoạt hình Bones chuyển thể manga thành loạt anime dài 51 tập. Phim được đạo diễn bởi Mizushima Seiji, kịch bản Aikawa Shō và do Bones, Mainichi Broadcasting System và Aniplex đồng sản xuất. Phần thiết kế nhân vật do Yoshiyuki Itō đảm nhiệm. Anime khởi chiếu trên Mainichi Broadcasting System, TBS, và Animax ở Nhật từ ngày 4 tháng 10 năm 2003 đến ngày 2 tháng 10 năm 2004, với số lượng người xem chiếm tỉ lệ 6.8% khán giả truyền hình. Phiên bản tiếng Anh sản xuất bởi Funimation và ra mắt trên chương trình có khóa Adult Swim của kênh truyền hình Cartoon Network ở Hoa Kỳ vào ngày 6 tháng 11 năm 2004. Gần một năm rưỡi sau, kênh truyền hình YTV của Canada bắt đầu chiếu loạt phim từ ngày 3 tháng 3 năm 2006. Cốt truyện của phần sau anime được thay đổi so với manga theo yêu cầu của Arakawa. Trong quá trình sản xuất anime, Arakawa đã gặp gỡ với nhóm làm phim để giúp họ hiểu rõ hơn thế giới của Fullmetal Alchemist, tuy nhiên cô không lại không chủ động tham gia vào phần viết kịch bản cho bộ phim.
Loạt phim phát hành trong bộ 13 đĩa DVD từ ngày 17 tháng 12 năm 2003 đến ngày 26 tháng 1 năm 2005 ở Nhật. Funimation Entertainment còn phát hành một bộ DVD tương tự từ ngày 8 tháng 2 năm 2005 đến 12 tháng 9 năm 2006 tại Mỹ. MVM cũng đã phát hành đến tập 8 ở Anh trước khi Funimation trao lại bản quyền cho Revelation Films. Một bộ 5 OVA cũng đồng thời thời phát hành. Phần lớn các OVA này đều chỉ là những câu chuyện phụ và không mở rộng cốt truyện. Trong các OVA còn có cả một tập live action với Alphonse Elric đi khắp thành phố để tìm Edward. Vào tháng 3 năm 2006, một bộ DVD gồm tất cả các tập OVA được phát hành ở Nhật dưới tên Fullmetal Alchemist: Premium Collection. Funimation đã mua bản quyền và phụ đề cho bản tiếng Anh của Premium Collection vào cuối năm 2008. Đĩa DVD bằng tiếng Anh được phát hành vào ngày 4 tháng 8 năm 2009. Cho đến tháng 1 năm 2009, Bones đã phát hành "DVD box archives" của anime. Trong đó gồm 51 tập anime đầu tiên, phim anime, các CD soundtrack và nhiều guidebook từ loạt phim.

#### Hagane no Renkinjutsushi Fullmetal Alchemist
| Đạo diễn           | Irie Yasuhiro                   |
| Kịch bản phim      | Ōnogi Hiroshi                   |
| Chỉ đạo nghệ thuật | Satō Takeshi                    |
| Thiết kế nhân vật  | Kanno Hiroki                    |
| Phối màu           | Nakao Soko                      |
| Chỉ đạo âm thanh   | Mima Masafumi                   |
| Hiệu ứng đặc biệt  | Ikegami Masataka Ryūkaku Satomi |
| Âm nhạc            | Senjū Akira                     |

Trong tập 20 của manga, tác giả Arakawa thông báo rằng loạt anime Fullmetal Alchemist thứ hai cũng đang trong giai đoạn sản xuất. Bones sản xuất phiên bản mới với Irie Yasuhiro làm đạo diễn và kịch bản phim của Ōnogi Hiroshi. Loạt phim vẫn mang tên Fullmetal Alchemist trong phiên bản tiếng Nhật, nhưng có tựa là Hagane no Renkinjutsushi: Fullmetal Alchemist (鋼の錬金術師 FULLMETAL ALCHEMIST Hagane no Renkinjutsushi: Furumetaru Arukemisuto, vắn tắt là 鋼の錬金術師FA) để phân biệt với phiên bản năm 2003. Loạt phim được công chiếu từ ngày 5 tháng 4 năm 2009, vào khung giờ anime lúc 5:00 tối chủ nhật (giờ JTS) trên kênh MBS-TBS, thay thế cho Mobile Suit Gundam 00, với các nữ diễn viên lồng tiếng Park Romi và Kugimiya Rie lần lượt lồng tiếng cho Edward và Alphonse Elric. Không giống như anime đầu tiên, có riêng một cốt truyện, loạt phim này bám sát nội dung của manga. Vào ngày 20 tháng 3 năm 2009, đã có thông tin về tựa tiếng Anh cho anime là Fullmetal Alchemist: Brotherhood và nó sẽ có phiên bản tiếng Anh trên kênh Animax Asia, với phần lồng tiếng Nhật và phụ đề tiếng Anh, vào ngày 10 tháng 4 năm 2009, lúc 8:00 tối, 5 ngày sau khi công chiếu tại Nhật. Aniplex bắt đầu phát hành bản Blu-ray và DVD của bộ phim vào ngày 26 tháng 8 năm 2009, với đĩa đơn đầu tiên gồm 2 tập anime và một OVA. Hai OVA khác cũng được kèm theo trong đĩa đơn thứ 5 và thứ 9 cùng với 4 tập anime khác. Các đĩa đơn còn lại chỉ gồm 4 tập anime và không đi kèm với bất kì OVA nào khác. Tổng cộng có 16 đĩa đơn đã được phát hành với đĩa đơn cuối cùng vào ngày 24 tháng 11 năm 2010.
Ngày 3 tháng 4 năm 2009, Funimation công bố sẽ phát hành bản phụ đề tiếng Anh 4 ngày sau khi anime khởi chiếu tại Nhật Bản. Madman Entertainment cũng sẽ khởi chiếu loạt phim "trong vòng vài ngày" sau khi các tập này công chiếu tại Nhật. Funimation sau đó còn tạm hoãn phát hành tập tiếp theo của loạt phim vài tuần vì sự cố của một tập phim One Piece bị đăng tải trước khi được công chiếu tại Nhật. Tuy nhiên, các tập phim đã được đưa trở lại trên website của Funimation cũng như kênh chính thức của họ trên Youtube. Vào tháng 9 năm 2009, Funimation công bố danh sách đoàn làm phim cho phiên bản tiếng Anh của anime. Ngày 13 tháng 2 năm 2010, phiên bản lồng tiếng tiếng Anh của loạt phim khởi chiếu trên kênh Cartoon Network và kết thúc vào ngày 25 tháng 9 năm 2011. Funimation còn bắt đầu phát hành phiên bản này bằng đĩa Blu-ray và DVD gồm 13 tập phim trong một đĩa đơn vào ngày 25 tháng 5 năm 2010, và kết thúc vào ngày 2 tháng 8 năm 2011 với tổng cộng là 5 tập.

### Anime điện ảnh
Một phim tiếp theo của loạt phim đầu tiên, Fullmetal Alchemist the Movie: Conqueror of Shamballa (劇場版 鋼の錬金術師　シャンバラを征く者 Gekijōban Hagane no Renkinjutsushi Shanbara o Yuku Mono), sản xuất bởi cùng hãng phim và trình chiếu tại các rạp ở Nhật vào ngày 23 tháng 7 năm 2005. Bộ phim kể về hành trình của Edward tìm cách trở về thế giới của mình sau 2 năm sống ở Trái Đất, vũ trụ tồn tại song song với thế giới của cậu, trong khi Alphonse cũng đồng thời tìm mọi cách có thể để đoàn tụ với anh trai. Funimation Entertainment phát hành bộ DVD tiếng Anh vào ngày 12 tháng 9 năm 2006.
Sau khi anime thứ 2 kết thúc, một thông báo được đưa ra nói về phim anime mới của Fullmetal Alchemist. Các đoạn video giới thiệu được đưa lên trang chủ của Fullmetal Alchemist: Brotherhood vào tháng 11 năm 2010, khẳng định rằng bộ phim có tựa Fullmetal Alchemist: The Sacred Stars of Milos (鋼の錬金術師 FULLMETAL ALCHEMIST 嘆きの丘(ミロス)の聖なる星 Hagane no Renkinjutsushi: Furumetaru Arukemisuto: Mirosu no Sei naru Hoshi) này sẽ công chiếu khắp nước Nhật vào tháng 7 năm 2011. Bộ phim sẽ được đạo diễn bởi Murata Kazuya, trong khi phần kịch bản sẽ do Shinpo Yūichi đảm nhiệm. Đặt trong bối cảnh truyện của anime thứ 2, cốt truyện của bộ phim nói về anh em nhà Elric khi họ đến một đất nước khác để truy bắt tội phạm. Funimation đã mua bản quyền phim, công chiếu tại một số rạp chọn lọc tại Mỹvào tháng 1 năm 2012, và phát hành phim ở hai định dạng DVD và Blu-ray vào ngày 24 tháng 4 năm 2012.

### Light novel
Một bộ gồm 6 tập Light novel tiếng Nhật của Fullmetal Alchemist, do Inoue Makoto viết, đã được xuất bản bởi Square Enix. Viz Media mua bản quyền và xuất bản tại khu vực Bắc Mỹbằng tiếng Anh với phần dịch thuật của Alexander O. Smith. Mặc dù không viết tiểu thuyết nhưng Arakawa đã tham gia vẽ hình minh họa và phần bìa lẫn trang đầu tiên của mỗi quyển sách. Bộ light novel này là một trong các spin-off của manga và tập trung vào anh em nhà Elric trên đường tìm kiếm Hòn đá của Triết gia. Quyển đầu tiên, Fullmetal Alchemist: The Land of Sand, được minh họa theo tập 11 và 12 của anime. Quyển tiểu thuyết thứ 4 còn có thêm một mẩu truyện nhỏ nói về quân đội có tựa là "Roy's Holiday". Có 3 tập tiểu thuyết hóa của 3 trò chơi trên hệ máy PlayStation 2 là: Fullmetal Alchemist and the Broken Angel (鋼の錬金術師 翔べない天使 Hagane no Renkinjutsushi: Tobenai Tenshi, lit. "Alchemist of Steel: The Flightless Angel"), Curse of the Crimson Elixir (鋼の錬金術師2〜赤きエリクシルの悪魔〜 Hagane no Renkinjutsushi: Akaki Erikushiru no Akuma, tên khác: Devil of the Red Elixir tại Nhật), và The Girl Who Surpasses God (鋼の錬金術師3 神を継ぐ少女 Hagane no Renkinjutsushi 3 Kami o Tsugu Shōjo, lit. Fullmetal Alchemist 3: The Girl who Succeeds God). Quyển đầu được viết bởi Inoue Makoto và 2 quyển còn lại do Eishima Jun viết.

### Drama CD
Có hai loạt audio drama dựa theo Fullmetal Alchemist. Tập đầu của loạt đầu tiên, Fullmetal Alchemist Vol. 1: The Land of Sand (砂礫の大地 Sareki no Daichi), được phát hành trước anime và có cốt truyện giống với quyển tiểu thuyết đầu tiên. Anh em nhà Tringham diễn lại cùng vai như trong anime Fullmetal Alchemist Vol. 2: False Light, Truth's Shadow (偽りの光 真実の影 Itsuwari no Hikari, Shinjitsu no Kage). Fullmetal Alchemist Vol. 3: Criminals' Scar (咎人たちの傷跡 Togabitotachi no Kizuato) là các mẩu truyện dựa theo các chương manga khác nhau với việc thêm vào một số nhân vật nằm trong Quân đội chính phủ từ tác tác phẩm.
Loạt thứ hai của audio drama, chỉ phát hành dưới dạng đặt trước với Shōnen Gangan, gồm nhiều mẩu truyện ngắn. Loạt này gồm 2 câu chuyện, mỗi truyện được chia làm 2 phần. Câu chuyện đầu tiên, Fullmetal Alchemist: Ogutāre of the Fog (霧のオグターレ Kiri no Ogutāre), đăng trong tạp chí Shōnen Gangan ấn phẩm tháng 4 và tháng 5 năm 2004, trong khi câu chuyện thứ hai, Fullmetal Alchemist: Crown of Heaven (天上の宝冠 Tenjō no Hōkan), được đăng trong ấn phẩm tháng 11 và tháng 12.

### CD nhạc

Bìa của Fullmetal Alchemist the Movie: Conqueror of Shamballa Original Soundtrack

Âm nhạc của Fullmetal Alchemist được sáng tác và biên soạn bởi Oshima Michiru, người đã giành giải thưởng "Best Music" tại Tokyo Anime Award lần thứ 5 cho Fullmetal Alchemist the Movie: Conqueror of Shamballa. TV Animation Fullmetal Alchemist Original Soundtrack 1 phát hành vào ngày 24 tháng 3 năm 2004 tại Nhật và bao gồm 33 bản nhạc, trong đó có vài bản nhạc nền dành cho những cảnh cao trào trong anime cùng các ca khúc mở đầu và ca khúc kết thúc. Mặc dù chưa bao giờ phát hành chính thức, một phiên bản của ca khúc tiếng Nga "Brothers" (tiếng Nga: Братья, Bratja; tiếng Nhật: Burācha), từ CD này đã được chuyển thể sang tiếng Anh và ghi âm bởi Vic Mignogna, diễn viên lồng tiếng cho Edward Elric trong phiên bản tiếng Anh của loạt phim. TV Animation Fullmetal Alchemist Original Soundtrack 2 phát hành vào ngày 15 tháng 12 năm 2004 và bao gồm 30 bản nhạc. TV Animation Fullmetal Alchemist Original Soundtrack 3, phát hành vào ngày 18 tháng 5 năm 2005 bao gồm 27 bản nhạc.
Fullmetal Alchemist: Complete Best và Fullmetal Alchemist Hagaren Song File (Best Compilation) là các bộ sưu tập chọn lọc các bản nhạc lần lượt phát hành tại Nhật vào ngày 14 tháng 10 năm 2004 và ngày 21 tháng 12 năm 2005. Một DVD tặng thêm, chỉ có ở bản phát hành tại Mĩ, bao gồm video nhạc cho bài "Indelible Sin" của Kitade Nana". Fullmetal Alchemist The Movie Conqueror Of Shamballa OST bao gồm 46 bản nhạc, phát hành vào ngày 21 tháng 12 năm 2005. Tất cả các bản nhạc đều được sử dụng trong phim Fullmetal Alchemist the Movie: Conqueror of Shamballa. Đến tháng 12 năm 2004, một buổi hòa nhạc mang tên "Tales of Another Festival" tổ chức tại Tokyo và Osaka. Buổi hòa nhạc gồm phần trình diễn của các ca sĩ trong loạt phim truyền hình cũng như chuyện hậu trường của các diễn viên lồng tiếng và các nữ diễn viên. DVD của buổi hòa nhạc mang tên Fullmetal Alchemist Festival - Tales of Another đã được phát hành tại Nhật vào ngày 27 tháng 4 năm 2005.
Nhà soạn nhạc cho Fullmetal Alchemist: Brotherhood là Senju Akira. CD đầu tiên cho các bản nhạc của anime được phát hành vào ngày 14 tháng 10 năm 2009. CD thứ hai phát hành vào ngày 24 tháng 3 năm 2010. CD thứ ba và cuối cùng ra mắt vào ngày 7 tháng 7 năm 2010. Cuối cùng là Fullmetal Alchemist Final Best, bộ sưu tập chọn lọc các ca khúc mở đầu và kết thúc của bộ phim, phát hành ngày 28 tháng 7 năm 2010.
Ngày 29 tháng 6 năm 2011, các bản nhạc gốc của Fullmetal Alchemist: The Sacred Star of Milos (FULLMETAL ALCHEMIST Nageki no Oka no Seinaru Hoshi), sáng tác bởi Iwashiro Taro, được phát hành.

### Trò chơi video
Các trò chơi video dựa theo Fullmetal Alchemist cũng được phát hành. Cốt truyện trong các trò chơi thường tách biệt với manga và anime đồng thời có thêm nhiều nhân vật mới. Square Enix đã phát triển 3 tựa trò chơi nhập vai (Action role-playing game - RPG): Fullmetal Alchemist and the Broken Angel, Curse of the Crimson Elixir, và Kami o Tsugu Shōjo cùng một trò chơi đối kháng, Dream Carnival, cho PlayStation 2. Bandai còn phát triển hai tựa trò chơi RPG, Fullmetal Alchemist: Stray Rondo (鋼の錬金術師 迷走の輪舞曲 Hagane no Renkinjutsushi Meisō no Rondo) và Fullmetal Alchemist: Sonata of Memory (鋼の錬金術師 想い出の奏鳴曲 Hagane no Renkinjutsushi Omoide no Sonata), cho Game Boy Advance và Dual Sympathy cho Nintendo DS. Bandai còn phát hành tựa trò chơi RPG khác, Fullmetal Alchemist: To the Promised Day (鋼の錬金術師 Fullmetal Alchemist 約束の日へ Hagane no Renkinjutsushi Fullmetal Alchemist Yakusoku no Hi e), cho PlayStation Portable vào ngày 20 tháng 5 năm 2010 tại Nhật. Destineer còn phát hành trò chơi dựa theo trò chơi thẻ bài tại khu vực Bắc Mỹ cho Nintendo DS. Trong 7 trò chơi phát triển tại Nhật, chỉ có Broken Angel, Dream Carnival, Curse of the Crimson Elixir, và Dual Sympathy đã được phát hành trên toàn cầu; số còn lại đều không phát hành bản quốc tế. Đối với Wii, Akatsuki no Ōji (暁の王子, lit. Fullmetal Alchemist: Prince of the Dawn) phát hành tại Nhật vào ngày 13 tháng 8 năm 2009. Phần tiếp theo trực tiếp của nó, Tasogare no Shōjo (黄昏の少女, lit. "Fullmetal Alchemist: Daughter of the Dusk"), được phát hành vào ngày 10 tháng 12 năm 2009, cho cùng hệ máy.
Funimation đã mua bản quyền cho các sản phẩm liên quan để sản xuất một loạt các trò chơi điện tử dựa theo Fullmetal Alchemist phát hành bởi Destineer Publishing Corporation tại Mỹ. Destineer phát hành trò chơi Fullmetal Alchemist đầu tiên của mình cho hệ máy Nintendo DS, một bản dịch từ Dual Sympathy của Bandai, vào ngày 15 tháng 12 năm 2006, thông báo rằng đó là khởi đầu cho nhiều tựa trò chơi tiếp sau đó của họ. Vào ngày 19 tháng 2 năm 2007, Destineer công bố trò chơi thứ hai trong loạt Fullmetal Alchemist, Fullmetal Alchemist Trading Card Game. Trò chơi này phát hành vào ngày 15 tháng 10 năm 2007. Trò chơi thứ ba dành cho PlayStation Portable mang tên Fullmetal Alchemist: Senka wo Takuseshi Mono (背中を託せし者) được phát hành tại Nhật vào ngày 15 tháng 10 năm 2009. Trò chơi này đã công bố phát hành một phiên bản ở châu Âu với Namco Bandai là nhà phân phối vào ngày 4 tháng 3 năm 2010. Trò chơi nhập vai trực tuyến nhiều người chơi MapleStory cũng cho phép người chơi nhận các món đồ đặc biệt được làm dựa theo bộ phim như để khuyến người chơi gắn bó với trò chơi.
Đối với các trò chơi RPG, Arakawa đã lo phần cốt truyện và thiết kế nhân vật, trong khi Bones, hãng phim chịu trách nhiệm cho anime, sản xuất một vài cảnh phim cho trò chơi. Nhà phát triển tìm nguồn cảm hứng từ các trò chơi khác, điển hình là trò chơi hành động nhập vai Kingdom Hearts của Square Enix, hay là Dragon Ball, Naruto hay One Piece. Điều khó khăn nhất mà họ phải vượt qua là làm ra một trò chơi có "đủ lông đủ cánh" hơn là trò chơi chỉ đơn giản dựa vào một vài nhân vật. Asano Tomoya, thư ký sản xuất của các trò chơi điện tử, ghi chú rằng nhóm phát triển đã phải bỏ ra hơn một năm đầu tư cho một trò chơi, không giống như những trò chơi phát triển dựa theo các nhân vật khác.

### Sách hướng dẫn và nghệ thuật
Thương hiệu Fullmetal Alchemist cũng bao gồm một vài sách nghệ thuật cho manga và anime; ba sách nghệ thuật manga mang tên The Art of Fullmetal Alchemist (イラスト集 FULLMETAL ALCHEMIST Irasuto Shū Fullmetal Alchemist) phát hành bởi Square Enix và sau đó là bởi Viz Media. Quyển đầu tiên gồm các hình minh họa được vẽ từ tháng 5 năm 2001 đến tháng 4 năm 2003, tập trung vào 6 tập manga đầu tiên, trong khi quyển thứ hai có các hình minh họa từ tháng 9 năm 2003 đến tháng 10 năm 2005, tập trung vào 6 tập tiếp theo. Quyển cuối gồm các hình minh họa cho các tập còn lại. Đối với anime, 3 quyển sách nghệ thuật mang tên The Art of Fullmetal Alchemist: The Anime (TVアニメーション鋼の錬金術師 ART BOOK TV Animēshon Hagane no Renkinjutsushi Artbook) phát hành ở Nhật, trong khi quyển đầu tiên phát hành bởi Viz Media. Một quyển sách nghệ thuật thứ 2 từ anime có tựa Fullmetal Alchemist Official Drawing Collection cũng đồng thời được phát hành vào tháng 11 năm 2010.
Manga cũng có 3 quyển sách hướng dẫn; mỗi quyển bám theo một giai đoạn khác nhau, ghi chú về chuyến hành trình của anh em nhà Elric, và các chương gaiden (truyện ngoài lề) đã không xuất hiện trong các tập manga. Chỉ có quyển đầu tiên được phát hành bởi Viz Media, dưới tên của Fullmetal Alchemist Profiles. Một quyển sách hướng dẫn các nhân vật có tựa là Fullmetal Alchemist Anime Profiles (TV Animation Hagane no Renkinjutsushi Kyarakore) phát hành ở Nhật cũng như ở Mỹ. Một bộ gồm 5 fanbook cũng được phát hành cùng với tên TV Anime Fullmetal Alchemist Official Fanbooks (TVアニメ 鋼の錬金術師 オフィシャルファンブック TV Anime Hagane no Renkinjutsushi Ofisharu Fan Bukku) trong mỗi tập gồm các thông tin về anime cũng như bài phỏng vấn với các thành viên trong nhóm sản xuất. Thêm vào đó, một bộ gồm 4 sách hướng dẫn tập trung vào loạt anime thứ hai đã ra mắt vào ngày 12 tháng 8 năm 2009 cho đến tháng 8 năm 2010. Một cuốn sách hướng dẫn mới có tiêu đề "Fullmetal Alchemist Chronicle" (鋼の錬金術師 CHRONICLE) đã được phát hành tại Nhật Bản vào ngày 29 tháng 7 năm 2011 có chứa thêm thông tin về những gì xảy ra sau kết thúc của manga.

### Phụ phẩm
Các tượng đồ chơi, tượng đồ chơi bán thân, và biểu tượng từ anime và manga Fullmetal Alchemist được nhiều công ty đồ chơi hàng đầu sản xuất; chủ yếu là Medicom và Southern Island. Medicom đã tạo ra các món đồ chơi cao cấp bằng vinyl dựa theo hình mẫu các nhân vật từ anime. Các món đồ chơi này chỉ độc quyền phân phối tại tại Mỹvà Vương quốc Anh bởi một hãng duy nhất là Southern Island. Southern Island còn ra mắt các tượng đồ chơi của riêng hãng vào năm 2007. Các món đồ chơi này và 12 mô hình khác dự kiến ra mắt vào năm 2007. Southern Island sau đó đã phá sản và khiến cho việc ra mắt chúng bị gián đoạn vĩnh viễn. Một trò chơi thẻ bài đã lần đầu ra mắt tại Mỹ vào năm 2005 bởi Joyride Entertainment. Từ đó, sáu bản mở rộng đã được phát hành. Trò chơi này đã bị đình chỉ vào ngày 11 tháng 7 năm 2007. Destineer đã phát hành bản chuyển thể Nintendo DS của trò chơi vào ngày 15 tháng 10 năm 2007.

## Đón nhận

### Manga
Tác phẩm trở thành một trong các sản phẩm hàng đầu của Square Enix cùng với Final Fantasy và Dragon Quest. Khi tập 27 lên kệ, bộ manga đã tiêu thụ hơn 50 triệu bản tại Nhật Bản. Đến ngày 10 tháng 1 năm 2010, mỗi tập của bộ truyện đã bán được hơn một triệu ấn bản tại Nhật. Cùng với Yakitate!! Japan, bộ truyện đã thắng Giải manga Shogakukan lần thứ 49 ở thể loại shōnen năm 2004. Chỉ trong năm 2008, tập 19 và 20 đã bán được một triệu ấn bản, lần lượt đứng thứ 10 và 11 các quyển tiểu thuyết bán chạy nhất từ Nhật Bản. Trong nửa đầu năm 2009, bộ truyện xếp thứ 7 trong danh sách manga bán chạy nhất từ Nhật, với hơn 3 triệu ấn bản. Tập 21 đứng thứ 24 với hơn một triệu ấn bản và tập 22 đứng thứ 6 với số lượng bán gần tương đương. Nhà sản xuất Taguchi Kouji từ Square Enix nói rằng lượng sách gốc đã bán của tập 1 là 150.000 ấn bản đã tăng lên thành 1,5 triệu ấn bản chỉ sau khi anime đầu tiên được công chiếu. Trước khi anime thứ hai ra mắt, mỗi quyển đã bán khoảng 1.9 triệu ấn bản và sau đó là 2.1 triệu ấn bản. Bộ truyện cũng nằm trong top những quyển sách bán chạy nhất của Viz Media, xuất hiện trong danh sách "BookScan's Top 20 Graphic Novels" và "USA Today Booklist". Bộ truyện cũng được đề cử trong danh sách bình chọn của Diamond Comic Distributors ở thể loại tiểu thyết đồ họa và danh sách các manga bán chạy nhất của The New York Times. Tập đầu tiên của manga tiếng Anh từng đứng đầu danh sách các tiểu thyết đồ họa bán chạy nhất trong năm 2005. Theo cuộc khảo sát của Oricon năm 2009, Fullmetal Alchemist đứng thứ 9 trong số các manga mà người hâm mộ muốn chuyển thể nó thành phim thể loại live-action.
Fullmetal Alchemist nhìn chung được các nhà phê bình đón nhận tích cực. Cho dù các tập đầu tiên có mang hơi hướng công thức, các nhà phê bình đều nhận định rằng bộ truyện phát triển theo khuynh hướng phức tạp dần một cách tự nhiên. Arakawa được ca ngợi vì đã có thể để giữ cho tất cả các nhân vật của cô độc nhất và dễ phân biệt, cho dù nhiều người trong số họ mặc cùng một bộ trang phục cơ bản. Tính cách của nhân vật chính Edward có sự cân bằng giữa của một "đứa trẻ thông minh điển hình" và một "cậu bé ngang ngạnh", thành công trong việc đưa cậu lướt qua các khoảnh khắc hài hước trong câu chuyện và các cao trào của truyện mà không phạm một sai sót gì. Các nhà phê bình đánh giá cao việc phát triển nhân vật trong manga, cùng với niềm tin của mỗi nhân vật thay đổi chủ động theo từng hoàn cảnh và buộc họ trưởng thành hơn một cách rất tự nhiên. Jarred Pine của Mania Entertainment nhận định manga có thể khiến những người đã từng xem anime của nó thưởng thức lại bất chấp sự tương đồng trong các chương đầu tiên. Cũng như các nhà phê bình khác, ông đánh giá cao bầu không khí u ám từ manga và cách mà truyện cân bằng các cảnh hài hước với hành động. Sự phát triển của các nhân vật ít khi xuất hiện trong anime đầu tiên cũng được Pine đánh giá cao. Trong bài đánh giá tập 14, Sakura Eries từ cùng một khía cạnh thích cái cách mà sự thật được làm sáng tỏ mặc dù có một vài chi tiết truyện cần được chỉnh sửa. Bà cũng đánh giá cao sự phát triển các homunculi như sự trở lại của Greed cũng như cách mà chúng chiến đấu.

### Anime
Anime phát sóng ở Nhật thu hút sự quan tâm của tới 6.8% các khán giả truyền hình. Năm 2005, mạng lưới truyền hình Nhật TV Asahi tổ chức một cuộc bình chọn trên mạng "Top 100" và một cuộc khảo sát trên toàn quốc; anime chuyển thể của Fullmetal Alchemist đứng đầu trong cuộc bình chọn trên mạng và đứng thứ 20 trong cuộc khảo sát. Năm 2006, TV Asahi lại tổ chức một cuộc bình chọn khác cho top 100 anime trên mạng, và Fullmetal Alchemist lại tiếp tục dẫn đầu. Fullmetal Alchemist còn là quán quân giải American Anime Awards ở một vài thể loại. Trong đó bao gồm "Phim dài tập", "Đoàn làm phim xuất sắc", "Thiết kế bìa DVD xuất sắc", "Anime Theme Song xuất sắc" ("Rewrite," của Asian Kung-Fu Generation), và "Diễn viên xuất sắc" (Vic Mignogna, diễn viên phần lồng tiếng Anh cho Edward Elric). Loạt phim còn được đề cử giải Phim anime xuất sắc dành cho Fullmetal Alchemist the Movie: Conqueror of Shamballa. Loạt phim còn giành hầu hết trong 26 giải tại cuộc bình chọn thường niên của độc giả tạp chí Animage. Loạt phim đã thắng giải ở các hạng mục "Loạt phim yêu thích", "Tập phim yêu thích" (tập 7), "Nhân vật nam yêu thích" (Edward Elric), "Nhân vật nữ yêu thích" (Riza Hawkeye), "Theme Song yêu thích" ("Melissa", của Porno Graffitti), và "Diễn viên lồng tiếng yêu thích" (Park Romi, diễn viên phần lồng tiếng Nhật cho Edward Elric). Tại "Hội chợ Anime Tokyo", loạt phim còn nhận giải "Hoạt hình của năm" (Fullmetal Alchemist: The Conqueror of Shambala), "Truyện gốc xuất sắc nhất" (Arakawa Hiromu) và "Âm nhạc xuất sắc nhất" (Oshima Michiru). Tại About.com 2006 American Awards, Fullmetal Alchemist đã giành giải "Anime mới xuất sắc nhất" và "Hoạt hình xuất sắc nhất".
Loạt phim được xếp hạng 95 trong các anime xuất sắc nhất bởi IGN. Họ nhận xét rằng dù anime hầu hết lạc quan với các cảnh chiến đấu ấn tượng, nó còn chạm đến những khía cạnh nhân văn. Họ miêu tả bộ phim là "vượt lên trên ranh giới của một anime", và "một vở kịch hàng tuần có tác động mạnh mẽ". Nhóm làm việc còn đưa bộ phim vào trong nhóm "10 bộ phim hoạt hình chuyển thể mà họ muốn xem" với nhận xét tập trung vào các cá tính của từng nhân vật vật trong phim. Thiết kế của từng nhân vật được đánh giá cao bởi sự riêng biệt của chúng. Các cảnh hồi tưởng từng bị phê bình là phiền phức bởi chúng lặp lại một vài lần. Các bài đánh giá khác so sánh bộ phim với Odyssey như là một phần bi kịch, một phần nào đó như cổ tích. Phần cốt truyện và âm nhạc được tán dương là rất thú vị. Anime còn nhận được đánh giá cao vì có sự cân bằng tốt giữa các yếu tố hành động, hài hước và các khoảnh khắc sâu thẳm và nhấn mạnh cái nhân tình cảm của sự phát triển nhân vật ở hai nhân vật chính . Lời chỉ trích đối với bộ phim tập trung vào một lượng lớn các cảnh ướt át của nó bị lạm dụng để khởi dậy sự đồng cảm từ người xem. Cái kết của anime là nguồn gốc của đánh giá tiêu cực rằng niềm tin của Edward đã không hề thay đổi khi vẫn cố gắng đem người chết sống lại. Các nhà phê bình đánh giá cao phần âm nhạc của bộ phim vì sự đa dạng và phong phú trong thể loại lẫn tác giả, và sự thân mật nhưng không quá nổi trội của phần nhạc nền. DVDvisionjapan đề cập đến ca khúc mở đầu và kết thúc đầu tiên của anime như là các bản nhạc tốt nhất của bộ phim, nhấn mạnh sự kết hợp tuyệt vời của anime và âm nhạc.
Fullmetal Alchemist: Brotherhood bị phê bình bởi nhóm làm việc tại Anime News Network, những người nói rằng 14 tập đầu tiên của loạt phim không hoàn toàn thú vị bởi sự lặp lại phần đầu của phiên bản trước đó. Khi so sánh với phiên bản đầu, Brotherhood bị phê bình vì thiếu tính hồi hộp và "sinh động". Chris Beveridge của Mania Entertainment cho rằng điều mà làm nên sự thú vị phiên bản thứ hai của bộ phim là sự khác biệt giữa hành động của các nhân vật và một phần nào đó bộ phim bám theo tập manga thứ 15 cộng thêm một chút yếu tố xúc động. Trong một bài phê bình khác, Beveridge đánh giá cao các cảnh chiến đấu mới cũng như kịch tính, điều khiến cho loạt phim "rắn rỏi" hơn. Chris Zimmerman từ Comic Book Bin đồng ý với Beveridge rằng loạt phim "tuần hoàn và tự tạo ra giá trị cho riêng mình" phù hợp với sự kết hợp của các nhân vật mới và các phát hiện mới, điều mà đã không không thể có trong phần đầu tiên, làm ý nghĩa của nó thêm sâu sắc. Phần hình ảnh của loạt phim được đánh giá cao hơn so với của phiên bản trước với các nhận định tập trung vào sự bộc lộ cảm xúc của các nhân vật cũng như cách mà các nhân vật chiến đấu. Nhiều lời khen ngợi được dành cho các cảnh chiến đấu và tinh thần ở những điểm mà phần Brotherhood đã thực hiện tốt hơn phiên bản đầu tiên Fullmetal Alchemist. Cách mà truyện kết thúc cũng thỏa mãn rất nhiều nhà phê bình và được đánh giá là "Cái kết gần như hoàn hảo của một câu chuyện nổi tiếng." Vào tháng 4 năm 2010, loạt phim được xếp thứ 6 trong danh sách các anime hay nhất từ tháng 4 cho đến tháng 3 năm 2010 bởi Animage.

### Light novel
Bộ tiểu thuyết Fullmetal Alchemist đầu tiên, The Land of the Sand, được đón nhận bởi Jarred Pine của Mania về tính độc lập của tiểu thuyết, điều được duy trì trong tính cách mỗi nhân vật so với manga. Ông nhận định rằng dù việc thiếu các truyện bên lề giới thiệu cốt truyện gốc khiến tiểu thuyết hướng tới đối tượng là các độc giả đã biết đến bộ truyện này hơn là những người chưa đọc, đó vẫn là màn ra mắt ấn tượng cho Viz Fiction. Ain't it Cool News xem đây là một tiểu thuyết đúng chất bởi chính nội dung của nó, và cho dù nó không đem đến bất kì thứ gì mới mẻ so với bộ truyện, nó vẫn đủ hấp dẫn để khiến các độc giả đã từng đọc qua manga thưởng thức lại. Nhìn chung, các nhận xét đánh giá đều có cảm nhận rằng "chúng thực sự dành cho những đối tượng đọc còn khá trẻ có chút hiểu biết về mặt tối của chính trị, kinh tế và xã hội". Charles Solomon của tờ Los Angeles Times chú ý rằng bộ tiểu thuyết tập trung vào những vấn đề khác với anime, The Land of Sand "tạo ra mối liên kết đồng cảm mạnh mẽ hơn" giữa những đứa trẻ có anh em hơn là sự phản chiếu của hai loạt phim.